# Helius (Helius) productellus
Helius (Helius) productellus is een tweevleugelige uit de familie steltmuggen (Limoniidae). De soort komt voor in het Neotropisch gebied.